# Grammy Awards de 2014
A 56.ª cerimônia anual do Grammy Award foi realizada em 26 de janeiro de 2014, na arena Staples Center de Los Angeles, Califórnia. A edição da premiação, que costuma ocorrer no mês de fevereiro, foi antecipada por conta dos Jogos Olímpicos de Inverno de Sóchi. A premiação foi transmitida ao vivo pela CBS e apresentada pela terceira vez por LL Cool J.
O período de indicações ao Grammy Award foi aberto em 1 de outubro de 2012 e encerrado em 30 de setembro de 2013. Os indicados foram anunciados em 6 de dezembro de 2013 num evento televisionado pela CBS e intitulado The Grammy Nominations Concert Live – Countdown to Music's Biggest Night. O cantor Jay-Z recebeu nove indicações em diversas categorias, sendo o nome mais recorrente na edição da premiação. Justin Timberlake, Kendrick Lamar, Macklemore & Ryan Lewis e Pharrell Williams receberam sete indicações, cada um. Daft Punk e Pharrell Williams foram ambos indicados para Álbum do Ano. O engenheiro de som Bob Ludwig, por sua vez, foi o artista sem performance com maior número de indicações (cinco, no total).
Daft Punk ganhou quatro prêmios, incluindo as de Álbum do Ano por Random Access Memories e dividiu o de Gravação do Ano com Pharrell Williams pela canção "Get Lucky". A dupla Macklemore & Ryan Lewis obteve quatro vitórias, incluindo na categoria Melhor Novo Artista, além de liderar uma performance em prol do casamento entre pessoas do mesmo sexo na cerimônia. A canção "Royals", de Lorde, venceu as categorias Melhor Performance Pop e Canção do Ano. Carole King foi a homenageada da edição com o prêmio Pessoa do Ano MusiCares.

## Apresentações
| Artista(s)                                                                                  | Canção(es) | Apresentado por     |
| ------------------------------------------------------------------------------------------- | --- | ------------------- |
| Beyoncé Jay-Z                                                                               | "Drunk in Love"                                                                                                 | —                   |
| Lorde                                                                                       | "Royals" | LL Cool J           |
| Hunter Hayes                                                                                | "Invisible" | LL Cool J           |
| Katy Perry Juicy J                                                                          | "Dark Horse" | Steve Coogan        |
| Robin Thicke Chicago                                                                        | "Does Anybody Really Know What Time It Is?" "Beginnings" "Saturday in the Park" Blurred Lines"                  | LL Cool J           |
| Keith Urban Gary Clark, Jr.                                                                 | "Cop Car" | —                   |
| John Legend                                                                                 | "All of Me" | —                   |
| Taylor Swift                                                                                | "All Too Well"                                                                                                  | LL Cool J           |
| P!nk Nate Ruess                                                                             | "Try (canção de Pink)" Just Give Me a Reason"                                                                   | Bruno Mars          |
| Ringo Starr                                                                                 | "Photograph" | Black Sabbath       |
| Kendrick Lamar Imagine Dragons                                                              | "m.A.A.d city" Radioactive"                                                                                     | LL Cool J           |
| Kacey Musgraves                                                                             | "Follow Your Arrow"                                                                                             | —                   |
| Paul McCartney Ringo Starr                                                                  | "Queenie Eye"                                                                                                   | Julia Roberts       |
| Willie Nelson Kris Kristofferson Merle Haggard Blake Shelton                                | "Highwayman " "Okie from Muskogee" "Mammas Don't Let Your Babies Grow Up to Be Cowboys"                         | Jeremy Renner       |
| Daft Punk Stevie Wonder Nile Rodgers Pharrell Williams                                      | "Get Lucky" Harder, Better, Faster, Stronger" Lose Yourself to Dance" Le Freak" Another Star" Around the World" | Neil Patrick Harris |
| Sara Bareilles Carole King                                                                  | "Beautiful" "Brave"                                                                                             | Cyndi Lauper        |
| Metallica Lang Lang                                                                         | "One" | Jared Leto          |
| Macklemore & Ryan Lewis Mary Lambert Madonna Queen Latifah Trombone Shorty & Orleans Avenue | "Same Love" Open Your Heart"                                                                                    | Queen Latifah       |
| Miranda Lambert Billie Joe Armstrong                                                        | Tributo a Phil Everly: "When Will I Be Loved"                                                                   | —                   |
| Nine Inch Nails Queens of the Stone Age Lindsey Buckingham Dave Grohl                       | "Copy of A" My God Is the Sun"                                                                                  | LL Cool J           |

## Vencedores e indicados

### Categorias gerais
| Gravação do Ano (apresentado por Smokey Robinson e Steven Tyler) - "Get Lucky" – Daft Punk, Pharrell Williams & Nile Rodgers - "Radioactive" – Imagine Dragons - "Royals" – Lorde - "Locked Out of Heaven" – Bruno Mars - "Blurred Lines" – Robin Thicke, T.I. e Pharrell Williams | Álbum do Ano (apresentado por Alicia Keys, Yoko Ono e Olivia Harrison) - Random Access Memories – Daft Punk - The Blessed Unrest – Sara Bareilles - good kid, m.A.A.d city – Kendrick Lamar - The Heist – Macklemore e Ryan Lewis - Red – Taylor Swift |
| Canção do Ano (apresentado por Sara Bareilles e Carole King) - "Royals" – Lorde - "Just Give Me a Reason" – P!nk e Nate Ruess - "Locked Out of Heaven" – Bruno Mars - "Roar" – Katy Perry - "Same Love" – Macklemore, Ryan Lewis e Mary Lambert                                    | Artista Revelação (apresentado por Anna Kendrick e Pharrell Williams) - Macklemore & Ryan Lewis - James Blake - Kendrick Lamar - Kacey Musgraves - Ed Sheeran                                                                                          |

### Pop
| Melhor Performance Pop Solo (apresentado por Ariana Grande e Miguel) - "Royals" – Lorde - "Brave" – Sara Bareilles - "When I Was Your Man" – Bruno Mars - "Roar" – Katy Perry - "Mirrors" – Justin Timberlake          | Melhor Performance Pop de Dupla ou Grupo (apresentado por Juanes e Anna Faris) - "Get Lucky" – Daft Punk, Pharrell Williams e Nile Rodgers - "Just Give Me a Reason" – P!nk e Nate Ruess - "Stay" – Rihanna e Mikky Ekko - "Blurred Lines" – Robin Thicke, T.I. e Pharrell Williams - "Suit & Tie" – Justin Timberlake e Jay-Z |
| Melhor Álbum Pop Instrumental - Steppin' Out – Herb Alpert - The Beat – Boney James - HandPicked – Earl Klugh - Summer Horns – Dave Koz, Gerald Albright, Mindi Abair e Richard Elliot - Hacienda – Jeff Lorber Fusion | Melhor Álbum Pop Vocal (apresentado por Gloria Estefan e Marc Anthony) - Unorthodox Jukebox – Bruno Mars - Paradise – Lana Del Rey - Pure Heroine – Lorde - Blurred Lines – Robin Thicke - The 20/20 Experience 2 of 2 – Justin Timberlake                                                                                     |

### Rock
| Melhor Performance de Rock - "Radioactive" – Imagine Dragons - "Kashmir (Live)" – Led Zeppelin - "Always Alright" – Alabama Shakes - "The Stars (Are Out Tonight)" – David Bowie - "My God Is the Sun" – Queens of the Stone Age - "I'm Shakin'" – Jack White                                   | Melhor Performance de Metal - "God Is Dead?" – Black Sabbath - "T.N.T." – Anthrax - "The Enemy Inside" – Dream Theater - "In Due Time" – Killswitch Engage - "Room 24" – Volbeat & King Diamond                                       |
| Melhor Canção de Rock (apresentado por Charlie Wilson e Kevin Hart) - "Cut Me Some Slack" – Paul McCartney, Dave Grohl, Krist Novoselic e Pat Smear - "Ain't Messin 'Round" – Gary Clark, Jr. - "Doom and Gloom" – The Rolling Stones - "God Is Dead?" – Black Sabbath - "Panic Station" – Muse | Melhor Álbum de Rock - Celebration Day – Led Zeppelin - 13 – Black Sabbath - The Next Day – David Bowie - Mechanical Bull – Kings of Leon - ...Like Clockwork – Queens of the Stone Age - Psychedelic Pill – Neil Young e Crazy Horse |

### R&B
| Melhor Performance de R&B - "Something" – Snarky Puppy e Lalah Hathaway - "Love and War" – Tamar Braxton - "Best of Me" – Anthony Hamilton - "Nakamarra" – Hiatus Kaiyote e Q-Tip - "How Many Drinks?" – Miguel e Kendrick Lamar   | Melhor Performance de R&B Tradicional - "Please Come Home" – Gary Clark, Jr. - "Get It Right" – Fantasia - "Quiet Fire" – Maysa - "Hey Laura" – Gregory Porter - "Yesterday'" – Ryan Shaw |
| Melhor Canção de R&B - "Pusher Love Girl" – Justin Timberlake - "Best of Me" – Anthony Hamilton - "Love and War" – Tamar Braxton - "Only One" – PJ Morton e Stevie Wonder - "Without Me" – Fantasia, Kelly Rowland e Missy Elliott | Melhor Álbum de R&B - Girl on Fire – Alicia Keys - R&B Divas – Faith Evans - Love in the Future – John Legend - Better – Chrisette Michele - Three Kings – TGT                            |

### Rap
| Melhor Performance de Rap - "Thrift Shop" – Macklemore & Ryan Lewis e Wanz - "Swimming Pools (Drank)" – Kendrick Lamar - "Berzerk" – Eminem - "Started from the Bottom" – Drake - "Tom Ford" – Jay-Z                                                 | Melhor Colaboração de Rap/Cantada (apresentado por Jamie Foxx) - "Holy Grail" – Jay-Z e Justin Timberlake - "Now or Never" – Kendrick Lamar e Mary J. Blige - "Power Trip" – J. Cole e Miguel - "Remember You" – Wiz Khalifa e The Weeknd - "Part II (On the Run)" – Jay-Z e Beyoncé |
| Melhor Canção de Rap - "Thrift Shop" – Macklemore & Ryan Lewis e Wanz - "F***in' Problems" – ASAP Rocky, Drake, 2 Chainz e Kendrick Lamar - "Holy Grail" – Jay-Z e Justin Timberlake - "New Slaves" – Kanye West - "Started from the Bottom" – Drake | Melhor Álbum de Rap - The Heist – Macklemore & Ryan Lewis - Nothing Was the Same – Drake - good kid, m.A.A.d city – Kendrick Lamar - Magna Carta... Holy Grail – Jay-Z - Yeezus – Kanye West                                                                                         |

### Country
| Melhor Performance Solo de Country - "Wagon Wheel" – Darius Rucker - "I Drive Your Truck" – Lee Brice - "I Want Crazy" – Hunter Hayes - "Mama's Broken Heart" – Miranda Lambert - "Mine Would Be You" – Blake Shelton | Melhor Performance de Country por Dupla ou Grupo - "From This Valley" – The Civil Wars - "Don't Rush" – Kelly Clarkson e Vince Gill - "Your Side of the Bed" – Little Big Town - "Highway Don't Care" – Tim McGraw, Taylor Swift e Keith Urban - "You Can't Make Old Friends" – Kenny Rogers e Dolly Parton |
| Melhor Canção Country - "Merry Go 'Round" – Kacey Musgraves - "Begin Again" – Taylor Swift - "I Drive Your Truck" – Lee Brice - "Mama's Broken Heart" – Miranda Lambert - "Mine Would Be You" – Blake Shelton         | Melhor Álbum Country (apresentado por Martina McBride e Zac Brown) - Same Trailer Different Park – Kacey Musgraves - Night Train – Jason Aldean - Two Lanes of Freedom – Tim McGraw - Based on a True Story... – Blake Shelton - Red – Taylor Swift                                                         |

### Jazz
| Melhor Solo de Jazz - "Orbits" – Wayne Shorter - "Don't Run" – Terence Blanchard - "Song For Maura" – Paquito D'Rivera - "Song Without Words #4: Duet" – Fred Hersch - "Stadium Jazz" – Donny McCaslin                                               | Melhor Álbum Vocal de Jazz - Liquid Spirit – Gregory Porter - The World According to Andy Bey – Andy Bey - Attachments – Lorraine Feather - WomanChild – Cécile McLorin Salvant - After Blue – Tierney Sutton                                                                                       |
| Melhor Álbum Instrumental de Jazz - Money Jungle: Provocative in Blue – Terri Lyne Carrington - Guided Tour – The New Gary Burton Quartet - Life Forum – Gerald Clayton - Pushing the World Away – Kenny Garrett - Out Here – Christian McBride Trio | Melhor Álbum de Conjunto de Jazz - Night in Calisia – Randy Brecker, Włodek Pawlik Trio & Kalisz Philharmonic - Brooklyn Babylon – Darcy James Argue's Secret Society - Wild Beauty – Brussels Jazz Orchestra featuring Joe Lovano - March Sublime – Alan Ferber - Intrada – Dave Slonaker Big Band |

### Música Latina
| Melhor Álbum de Pop Latino - Vida – Draco Rosa - Faith, Hope y Amor – Frankie J - Viajero Frecuente – Ricardo Montaner - Syntek – Aleks Syntek - 12 Historias – Tommy Torres                                                        | Melhor Álbum de Rock Latino - Treinta Días – La Santa Cecilia - El Objeto Antes Llamado Disco – Café Tacuba - Ojo Por Ojo – El Tri - Chances – Illya Kuryaki and the Valderramas - Repeat After Me – Los Amigos Invisibles            |
| Melhor Álbum Regional Mexicano - A Mi Manera – Mariachi Divas de Cindy Shea - El Free – Banda Los Recoditos - En Peligro De Extinción – Intocable - Romeo y Su Nieta – Paquita la del Barrio - 13 Celebrando El 13 – Joan Sebastian | Melhor Álbum Tropical - Pacific Mambo Orchestra – Pacific Mambo Orchestra - 3.0 – Marc Anthony - Como Te Voy A Olvidar – Los Angeles Azules - Sergio George Presents Salsa Giants – Vários Artistas - Corazón Profundo – Carlos Vives |

### Mídia Visual
| Melhor Banda Sonora para Mídia Visual - Sound City: Real to Reel – Dave Grohl e Vários Artistas - Django Unchained – Vários Artistas - The Great Gatsby (Deluxe Edition) – Vários Artistas - Les Misérables (Deluxe Edition) – Vários Artistas - Muscle Shoals – Vários Artistas | Melhor Banda Sonora Original para Mídia Visual - Skyfall – Thomas Newman - Argo – Alexandre Desplat - The Great Gatsby – Craig Armstrong - Life of Pi – Mychael Danna - Lincoln – John Williams - Zero Dark Thirty – Alexandre Desplat |
| Melhor Canção para Mídia Visual - "Skyfall" (de Skyfall) – Adele - "Atlas" (de The Hunger Games: Catching Fire) – Coldplay - "Silver Lining (Crazy 'Bout You)" (de Silver Linings Playbook) – Jessie J - "We Both Know" (de Safe Haven) – Colbie Caillat e Gavin DeGraw - "Young and Beautiful" (de The Great Gatsby) – Lana Del Rey - "You've Got Time" (de Orange Is the New Black) – Regina Spektor | |

### Vídeo
| Melhor Vídeo Musical - "Suit & Tie" – Justin Timberlake e Jay-Z - "Safe and Sound" – Capital Cities - "Picasso Baby: A Performance Art Film" – Jay-Z - "Can't Hold Us" – Macklemore & Ryan Lewis e Ray Dalton - "I'm Shakin'" – Jack White | Melhor Filme Musical - Live Kisses – Paul McCartney - Live 2012 – Coldplay - ¡Cuatro! – Green Day - I'm in I'm out and I'm Gone: The Making of Get Up! – Ben Harper e Charlie Musselwhite - The Road to Red Rocks – Mumford & Sons |

### Categorias especiais
| Pessoa do Ano MusiCares - Carole King                        | Lifetime Achievement Award - The Beatles - Clifton Chenier - The Isley Brothers - Kraftwerk - Kris Kristofferson - Armando Manzanero - Maud Powell |
| Prêmio Trustees - Rick Hall - Jim Marshall - Ennio Morricone | |